# Green Arrow
Green Arrow là nhân vật siêu anh hùng hư cấu xuất hiện trong truyện tranh, được xuất bản bởi DC Comics. Nhân vật do Morton Weisinger tạo ra và thiết kế bởi George Papp, lần đầu tiên xuất hiện trong More Fun Comics #73 vào tháng 10 năm 1941. Anh tên thật là Oliver Queen, một doanh nhân tỉ phú và là chủ sở hữu của Tập đoàn Queen, cũng là một nhân vật nổi tiếng tại thành phố nơi anh sinh sống. Thỉnh thoảng anh có những hành động và ăn mặc giống với Robin Hood, Green Arrow là một cung thủ sử dụng kỹ năng của mình chống lại các tội phạm ở Star City và Seattle. Cũng như những siêu anh hùng khác, anh là thành viên của Justice League (Liên minh công lý).